# Allorisma
Allorisma is een geslacht van uitgestorven tweekleppigen, dat leefde van het Vroeg-Carboon tot het Perm.

## Beschrijving
Deze tweekleppige had een schelp met een langwerpige, ovale omtrek en gapende kleppen aan de achterkant. De rand was afgeplat achter de stompe voorste spits. De lengte van de schelp bedroeg circa 3,75 centimeter.